# جانیز
جانیز (به ژاپنی: ジャニーズ, Janīzu)، یک گروه پسر ژاپنی بود که توسط جانی کیتاگاوا قبل از تشکیل آژانس استعدادیابی ژاپنی شرکت جانی و همکاران ایجاد شد. این گروه در آوریل ۱۹۶۲ تشکیل شد و تا ۲۰ نوامبر ۱۹۶۷ ادامه داشت. آنها یکی از اولین گروه‌های آیدل ژاپنی محسوب می‌شوند. جانیز همچنین مخفف «دفتر جانی» و همچنین «استعدادهای امضا شده» با به منظور راحتی در ژاپن، این گروه را اغلب «نسل اول جانی» یا «جانی‌های بنیانگذار» می‌نامند.